# 3e Zen-Nihon Shukensen et 1er Kudansen (shogi) 1949-1950
 (mai 2025).
Si vous disposez d'ouvrages ou d'articles de référence ou si vous connaissez des sites web de qualité traitant du thème abordé ici, merci de compléter l'article en donnant les références utiles à sa vérifiabilité et en les liant à la section « Notes et références ».
«Édition précédente (2)
3e Zen-Nihon Shukensen
Édition suivante (4)»
Le 3e Zen-Nihon Shukensen est un système de double titre au shogi impliquant le Meijin et le Kudan vainqueur d'un nouveau tournoi majeur.

## 3eZen-Nihon Shukensen

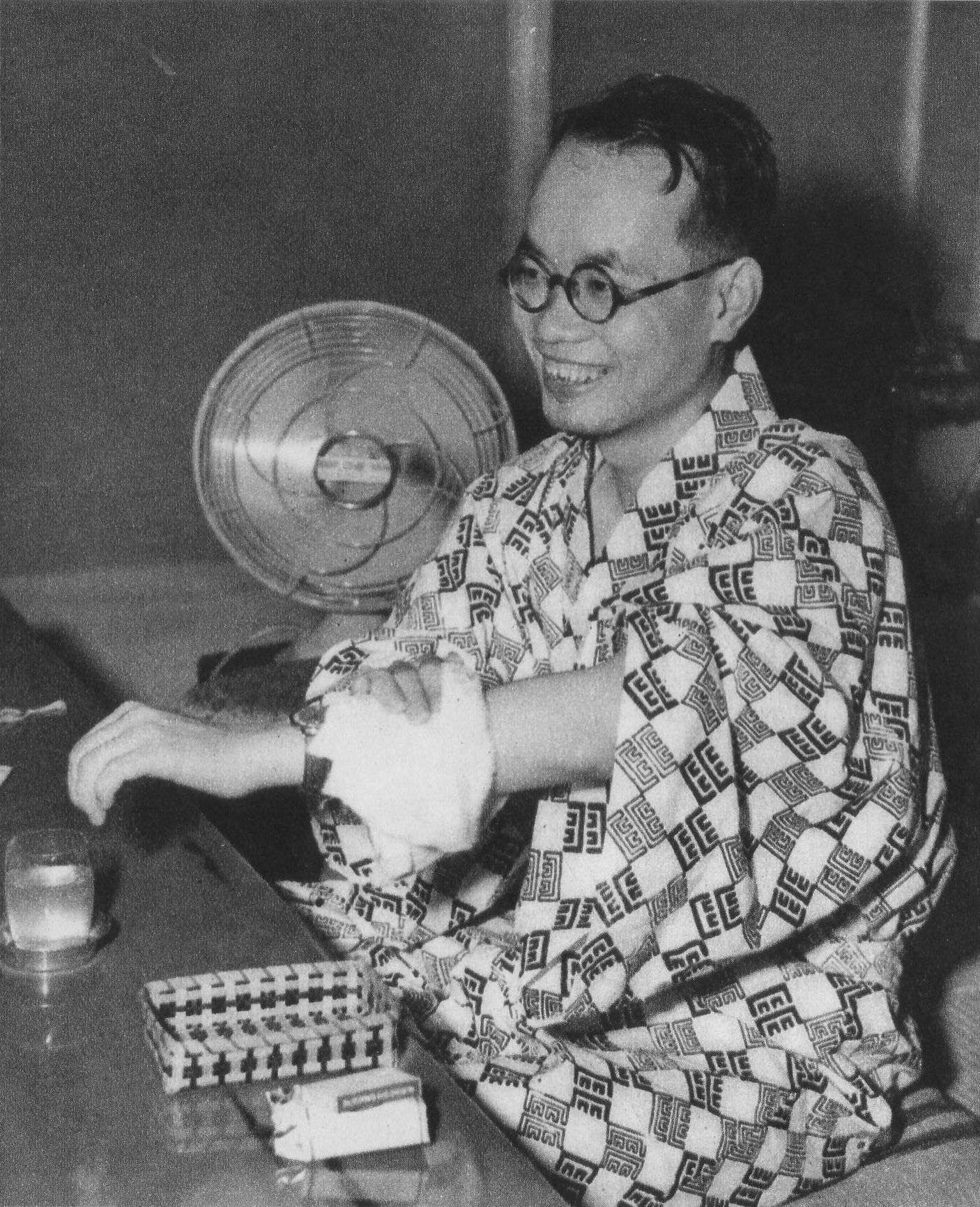
Yasuharu Oyama, le vainqueur du tournoi

Le 3e Zen-Nihon Shukensen se tient sous un format qui oppose en cinq parties le Meijin et le vainqueur du premier Kudansen.
| Titre  | Joueurs        | Joueurs   | Joueurs | 1 | 2 | 3 | 4 | Pts | Yasuharu Oyama 大山 康晴 |
| ------ | -------------- | --------- | ------- | - | - | - | - | --- | ------------------------ |
| Meijin | Yoshio Kimura  | 木村義雄  | 1905    | 1 |   |   |   | 1   | Yasuharu Oyama 大山 康晴 |
| Kudan  | Yasuharu Oyama | 大山 康晴 | 1923    |   | 1 | 1 | 1 | 3   | Yasuharu Oyama 大山 康晴 |

## 1erKudansen
Le 1er Kudansen est organisé en 1950, en opposant l'ensemble des maitres de classe A et B.
La finale voit Yasuharu Oyama gagner 2-0 contre Shirō Itaya.

### Kudansen Sanban Shobu
| Joueurs        | Joueurs   | Joueurs | 1 | 2 | Pts | Yasuharu Oyama 大山 康晴 |
| -------------- | --------- | ------- | - | - | --- | ------------------------ |
| Yasuharu Oyama | 大山 康晴 | 1923    | 1 | 1 | 2   | Yasuharu Oyama 大山 康晴 |
| Shirō Itaya    | 板谷四郎  | 1913    |   |   | 0   | Yasuharu Oyama 大山 康晴 |

### Honsen
| Joueurs            | Joueurs    | Joueurs | Tp                 | 1                 | 2              | 3                       |
| ------------------ | ---------- | ------- | ------------------ | ----------------- | -------------- | ----------------------- |
| Yūji Sase          | 佐瀬勇次   | 1919    | Shirō Itaya        | Shirō Itaya       | Shirō Itaya    | Shirō Itaya 板谷四郎    |
| Shirō Itaya        | 板谷四郎   | 1913    | Shirō Itaya        | Shirō Itaya       | Shirō Itaya    | Shirō Itaya 板谷四郎    |
| Seiichi Kobori     | 小堀清一   | 1912    | Seiichi Kobori     | Shirō Itaya       | Shirō Itaya    | Shirō Itaya 板谷四郎    |
| Kiyoshi Hagiwara   | 萩原淳     | 1904    | Kiyoshi Hagiwara   | Yūzō Maruta       | Shirō Itaya    | Shirō Itaya 板谷四郎    |
| Yūzō Maruta        | 丸田祐三   | 1919    | Yūzō Maruta        | Yūzō Maruta       | Shirō Itaya    | Shirō Itaya 板谷四郎    |
| Jirō Katō          | 加藤治郎   | 1910    | Jirō Katō          | Toyoichi Igarashi | Gen'ichi Ōno   | Shirō Itaya 板谷四郎    |
| Toyoichi Igarashi  | 五十嵐豊一 | 1924    | Toyoichi Igarashi  | Toyoichi Igarashi | Gen'ichi Ōno   | Shirō Itaya 板谷四郎    |
| Tatsuo Matsuda     | 松田辰雄   | 1916    | Tatsuo Matsuda     | Gen'ichi Ōno      | Gen'ichi Ōno   | Shirō Itaya 板谷四郎    |
| Gen'ichi Ōno       | 大野源一   | 1911    | Gen'ichi Ōno       | Gen'ichi Ōno      | Gen'ichi Ōno   | Shirō Itaya 板谷四郎    |
| Takeshi Ōwaku      | 大和久彪   | 1914    | Takeshi Ōwaku      | Yasuo Harada      | Masao Tsukada  | Yasuharu Oyama 大山康晴 |
| Yasuo Harada       | 原田泰夫   | 1923    | Yasuo Harada       | Yasuo Harada      | Masao Tsukada  | Yasuharu Oyama 大山康晴 |
| Kōzō Masuda        | 升田幸三   | 1918    | Kōzō Masuda        | Masao Tsukada     | Masao Tsukada  | Yasuharu Oyama 大山康晴 |
| Masao Tsukada      | 塚田正夫   | 1914    | Masao Tsukada      | Masao Tsukada     | Masao Tsukada  | Yasuharu Oyama 大山康晴 |
| Shūya Kitadate     | 北楯修哉   | 1912    | Shūya Kitadate     | Shūya Kitadate    | Yasuharu Oyama | Yasuharu Oyama 大山康晴 |
| Hiroji Katō        | 加藤博二   | 1923    | Hiroji Katō        | Shūya Kitadate    | Yasuharu Oyama | Yasuharu Oyama 大山康晴 |
| Kazukiyo Takashima | 高島一岐代 | 1916    | Kazukiyo Takashima | Yasuharu Oyama    | Yasuharu Oyama | Yasuharu Oyama 大山康晴 |
| Yasuharu Oyama     | 大山康晴   | 1923    | Yasuharu Oyama     | Yasuharu Oyama    | Yasuharu Oyama | Yasuharu Oyama 大山康晴 |